# Sidi Bou Abid Moskee
De Sidi Bou Abid Moskee (Arabisch: مسجد سيدي بو عبيد) is een moskee vlak bij de medina van Grand Socco in het centrum van Tanger in het noorden van Marokko.
Het werd gebouwd in 1917 en is gedecoreerd met polychrome tegels. In de buurt van Bab Fahs (een dubbele poort die naar de medina leidt) liggen de tuinen van Mendoubia.